# Dia Mundial de l'Aigua

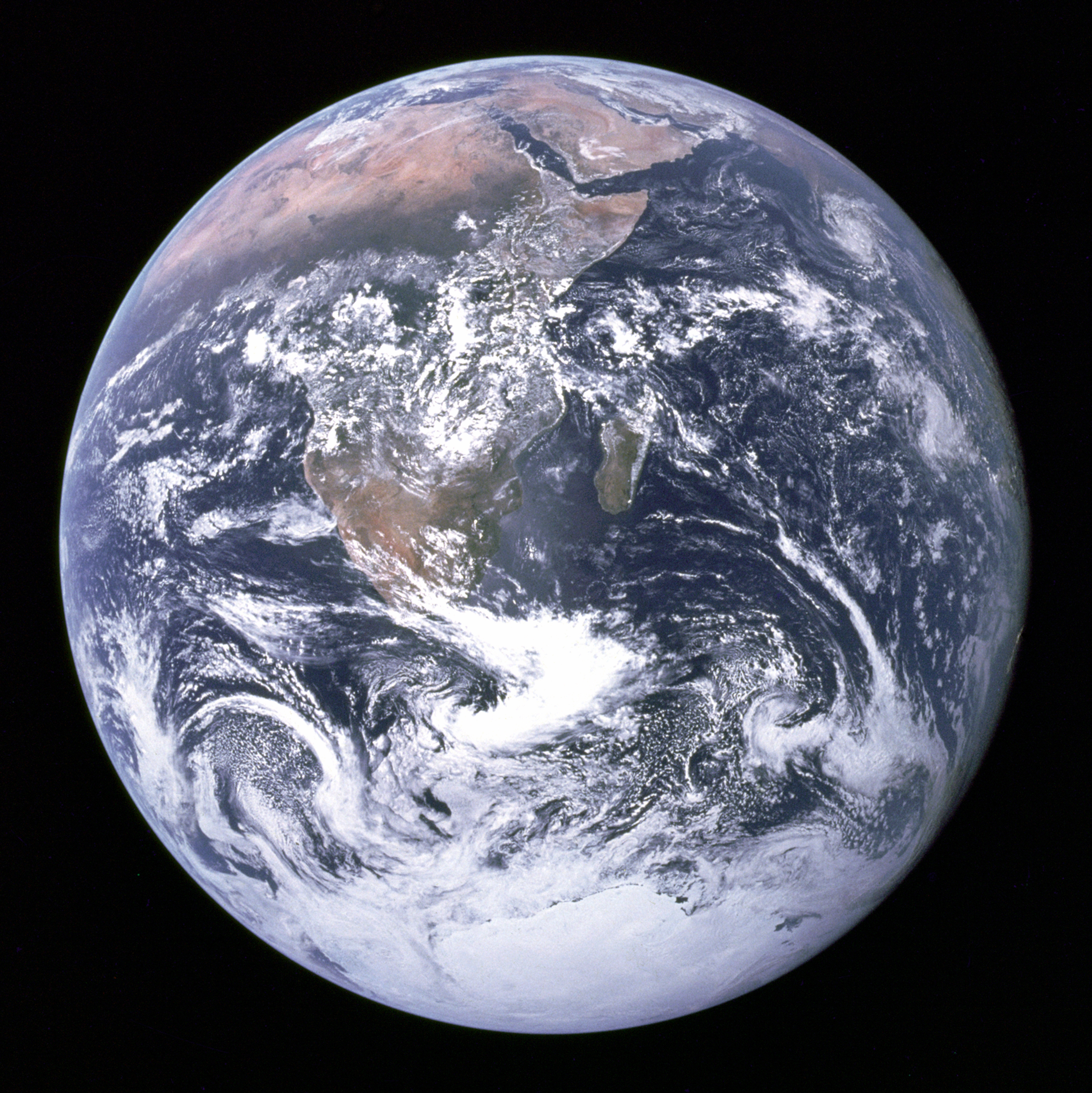
El planeta Terra conté un 71% d'aigua

El Dia Mundial de l'Aigua va ser declarat per resolució de l'Assemblea General de les Nacions Unides va establir el Dia Mundial de l'Aigua el 22 de desembre de 1992, amb l'objectiu de coordinar accions per promoure la conservació, desenvolupament i gestió sostenible del recursos hídrics.
L'Assemblea va constatar que a mesura que les activitats econòmiques creixen, moltes regions ràpidament arriben a condicions d'escassetat o es troben amb límits pel desenvolupament econòmic. Així mateix, que el paper de l'aigua en l'economia i benestar de les persones no són àmpliament coneguts.
Aquesta diada va ser proposada formalment per l'Agenda 21 de la Conferència de les Nacions Unides pel medi ambient i el desenvolupament de Rio de Janeiro. Es va començar a celebrar des de l'any 1993.
Les nacions unides i els estats membres dediquen aquest dia a implementar les recomanacions de les Nacions Unides i a promoure activitats concretes dins dels seus països respecte als recursos mundials d'aigua. Cada any una o diverses de les agències de l'ONU involucrades en els temes de l'aigua prenen la iniciativa de promoure i coordinar activitats internacionals durant el dia mundial de l'aigua.
A més de les accions de l'ONU diverses organitzacions no governamentals promouen la puresa de l'aigua i els hàbitats sostenibles aquàtics durant aquest dia.

## Temes anuals
Cada any es proposa un tema el qual serà sotmès a estudi i reflexió
- 2019: No deixar a ningú darrere
- 2018: Natura per a l'aigua
- 2017: Per què malgastar l'aigua?
- 2016: L'aigua i l'ocupació
- 2015: Aigua i desenvolupament sostenible
- 2014: Aigua i energia[3]
- 2013: Cooperació en l'esfera de l'aigua
- 2012: L'aigua i la seguretat alimentària
- 2011: Aigua per a les ciutats: responent al desafiament urbà
- 2010: L'aigua neta per un món sa.
- 2009: Les aigües transfrontereres.
- 2008: El sanejament.
- 2007: Fer front a la penúria d'aigua.
- 2006: Aigua i cultura.
- 2005: L'aigua font de vida.
- 2004: L'aigua i els desastres.
- 2003: L'aigua pel futur.
- 2002: Aigua per al desenvolupament.
- 2001: Aigua i salut.
- 2000: Aigua per al segle XXI.
- 1999: Tots vivim aigües avall.
- 1998: Aigua subterrània - el recurs invisible.
- 1997: L'aigua al món: n'hi ha prou?
- 1996: Aigua per ciutats assedegades.
- 1995: Dona i aigua.
- 1994: Tenir cura dels nostres recursos hídrics és cosa de tots.